# Willem Vasbinder
Willem Vasbinder (Alkmaar, 4 oktober 1900 – Paterswolde, 3 maart 1974) was een Nederlands politicus van de PvdA.
Hij werd geboren als zoon van Willem Vasbinder (1875? - 1959) en Trijntje Smit (1876? - 1916). Willem Vasbinder jr. was hoofd van de technische dienst van het Waterleidingbedrijf Noord-Holland. In de periode 1929 tot 1933 was hij betrokken bij de 'Maatschappij tot Exploitatie van Waterleidingen in Nederlandsch-Indië' (Mewini); eerst om toezicht te houden bij de aanleg van de waterleiding in Kediri en daarna als bedrijfsleider. Later was Vasbinder werkzaam bij de 'Waterleidingmaatschappij voor de Provincie Groningen' (WAPROG). Tijdens de bezettingstijd had hij een belangrijke rol in het verzet en in 1945 was hij voor de stad Groningen chef staf van de NBS. In 1946 volgde zijn benoeming tot burgemeester van Bellingwolde. Hij ging daar in 1965 met pensioen en overleed in 1974 op 73-jarige leeftijd.